# کامپولونو ال توره
کامپولونو ال توره (به ایتالیایی: Campolongo al Torre) یک منطقهٔ مسکونی در ایتالیا است که در کامپولونیو تاپولیانو واقع شده‌است. کامپولونو ال توره ۵٫۹ کیلومتر مربع مساحت و ۷۷۵ نفر جمعیت دارد و ۱۶ متر بالاتر از سطح دریا واقع شده‌است.

## خواهرخوانده
شهر Montgiscard خواهرخواندهٔ کامپولونو ال توره هست.